# Vienenburger Ebene
Die Vienenburger Ebene ist ein Plateau am Nordrand des Harzes, benannt nach dem Ort Vienenburg in Goslar.

## Beschaffenheit
Die Vienenburger Ebene ist ein ebenes Plateau, das durch die Flussschotter der aus oder an dem Harz entstammenden Flüsse entstand und von den heutigen Gewässern in alluvialen Rinnen gequert wird, die sich abrupt ins Gelände senken. Der südliche Übergang in den Nordharz ist durch Schotterfluren geprägt, die durch einen dünnen Lössschleier mit qualitativ mäßigen Braunerden bedeckt sind; nach Süden nimmt die Dicke der Lössschicht zu und die Bodenqualität verbessert sich zur Parabraunerde.

## Lage
Die Vienenburger Ebene erstreckt sich zwischen den Auen der Flüsse Oker im Westen und Ilse, den Vorbergen des nördlichen Oberharzes (5101.4) im Süden und dem Harly und Großen Fallstein im Norden auf einem grob 150 Quadratkilometer großen Areal. Wichtige Orte in oder an der Vienenburger Ebene sind Goslar, Bad Harzburg, Vienenburg, Ilsenburg und Osterwieck.

### Naturräumliche Zuordnung
Die Vienenburger Ebene wurde bei der Geographischen Landesaufnahme der Bundesforschungsanstalt für Landeskunde und Raumordnung als Untereinheit 510.11 dem Harzburger Harzvorland (510.1) in der Haupteinheit Nördliches Harzvorland (510) zugeordnet.